# MT Геркулеса
MT Геркулеса (лат. MT Herculis) — двойная затменная переменная звезда типа Беты Лиры (EB:) в созвездии Геркулеса на расстоянии приблизительно 1652 световых лет (около 507 парсек) от Солнца. Видимая звёздная величина звезды — от +12,86m до +11,86m. Орбитальный период — около 0,4877 суток (11,705 часа).
Открыта Куно Хофмейстером в 1935 году**.

## Характеристики
Первый компонент — жёлто-белая звезда спектрального класса F5:. Радиус — около 1,41 солнечного, светимость — около 3,082 солнечной. Эффективная температура — около 6433 K.
Второй компонент — жёлтая звезда спектрального класса G. Радиус — около 1,54 солнечного. Эффективная температура — около 5500 K.